# Gare de Terneuzen
 (septembre 2021).
Si vous disposez d'ouvrages ou d'articles de référence ou si vous connaissez des sites web de qualité traitant du thème abordé ici, merci de compléter l'article en donnant les références utiles à sa vérifiabilité et en les liant à la section « Notes et références ».
La gare de Terneuzen est le point terminus néerlandais des lignes 55 Gand-Port maritime – Terneuzen et 54 Malines – Terneuzen, construites respectivement en 1869 par les chemins de fer de l'État belge et en 1871 par la Société Anonyme du Chemin de Fer International de Malines à Terneuzen. De la ligne 54 il ne reste plus côté néerlandais que la section Sluiskil – Axelse Vlakte (nl), utilisée désormais comme raccordement industriel de l'autre ligne, qui est encore utilisée pour le transport de marchandises entre les ports de Terneuzen et de Gand ainsi que de et vers les entreprises situées le long du canal les reliant. Toutes deux sont à voie unique et non électrifiées.

## Histoire
Sans le chemin de fer et le tramway vicinal aujourd'hui disparu, la Flandre zélandaise ne serait jamais devenue ce qu'elle est aujourd'hui. Les lignes de chemin de fer reliant Terneuzen à Gand et à Malines (toutes deux utilisées jadis pour le transport de voyageurs), les lignes de la Compagnie du tramway à vapeur de Breskens à Maldeghem (nl) (SBM, siège à Aardenburg, fusionnée en 1975 avec la suivante) et de la Zeeuwsch-Vlaamsche Tramweg-Maatschappij (nl) (ZVTM, Compagnie des tramways de Flandre zélandaise, siège à Terneuzen, disparue en 1978) ont créé des liens entre les villes et villages de cette région entre eux et avec la Belgique.
L'industrialisation de la zone du canal a reçu une énorme impulsion due à la présence d'un canal pour navires à fort tirant d'eau mais surtout aux liaisons ferroviaires avec l'arrière-pays. Les agriculteurs ont pu expédier à faible coût leurs céréales et leurs betteraves vers la Belgique. Sans le chemin de fer, le XXe siècle serait resté semblable au XIXe.
La ligne Malines – Terneuzen a fort souffert de la seconde Guerre mondiale. Son tracé était fort abîmé et elle avait besoin d'une complète remise à neuf. De plus la compagnie était sans ressources ; il n'est donc pas étonnant qu'en 1951 elle ait été reprise par les Nederlandse Spoorwegen. De nos jours une grande partie de l'ancien tracé (depuis le Mechelen-Terneuzenwegel à l'ouest de la gare de Saint-Nicolas jusqu'au sud des douves extérieures de la citadelle de Hulst) a été transformée en chemin piétonnier et cyclable : les rails y ont selon les lieux laissé la place à l'asphalte ou à une couche de fin gravier. La partie néerlandaise de la voie (entre Axelse Vlakte et Hulst) est restée en place vingt ans sans être utilisée, car le ministère néerlandais de la Défense pensait que cette ligne pourrait encore un jour servir à l'OTAN.